# ロンゲール

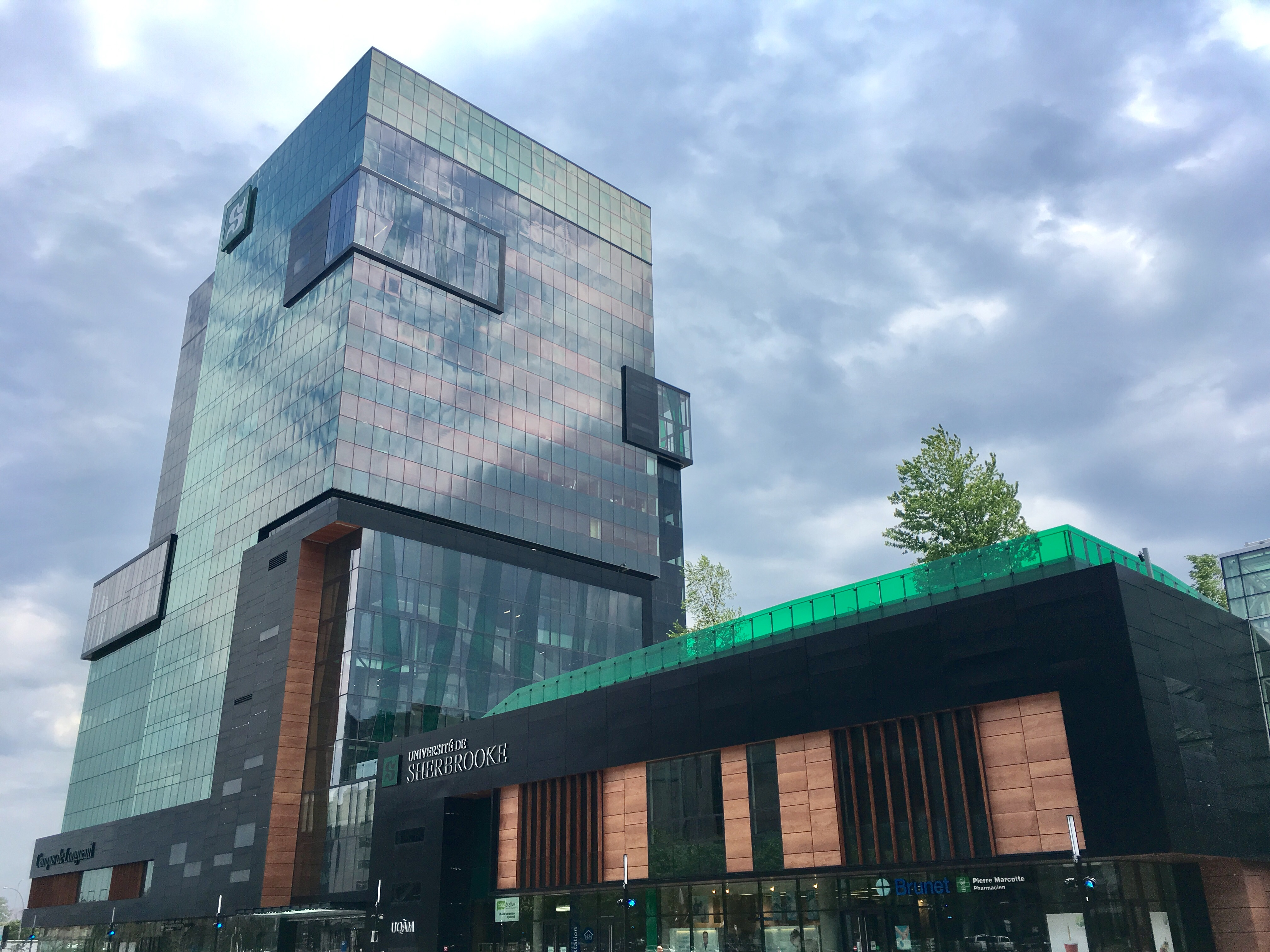
ロンゲールの地下鉄駅とシャーブルック大学校舎

ロンゲール（仏：Longueuil）（仏語読みではロングイユ）は、ケベック州南部モンテレジー地域に位置する都市。現地では仏語読みのロングイユと発音されるのが一般的である。人口254,483人。都市の規模はケベック州5番目の大きさでカナダ国内では19番目。面積115.77 km²。モントリオールの衛星都市であり、モントリオール大都市圏を構成する。
市はVieux-Longueuil、Saint-Hubert、Greenfield Parkの3つの地区から構成される。周辺自治体は南にサン・ランベールとブロサード、北にブーシャーヴィルとサンブルーノ・ドゥ・モンタルヴィル、東にカリニャン、西はセントローレンス川を挟んでモントリオールが接している。

## 行政区分
2002年に旧ロンゲール（Vieux-Longueuil）とグリーンフィールドパーク（Greenfield Park,）、サン・テュベール（Saint-Hubert）、ル・モイン（LeMoyne）、ブーシャーヴィル（Boucherville）、ブロサード（Brossard）、サンブルーノ・ドゥ・モンタルヴィル（Saint-Bruno-de-Montarville）、サン・ランベール（Saint-Lambert）が合併し人口40万人を超える新生ロンゲール市が誕生したが、2006年に4つ自治体が離脱。従来のロンゲール市をロンゲール都市圏（L'agglomération de Longueuil）として呼び、下記の区からなる旧都市部を新しいロンゲール市とした。
- ヴュー・ロンゲール区（Vieux-Longueuil）
- グリーンフィールド・パーク区（Greenfield Park）
- サン・チュベール区（Saint-Hubert）

旧ロンゲール市から分割した市は下記の通りである。
- ブーシャーヴィル（Boucherville）
- ブロサード（Brossard）
- サンブルーノ・ドゥ・モンタルヴィル（Saint-Bruno-de-Montarville）
- サン・ランベール（Saint-Lambert）

## 人口動態
| 母語話者（ロンゲール）2016 | 母語話者（ロンゲール）2016 | 母語話者（ロンゲール）2016 | 母語話者（ロンゲール）2016 | 母語話者（ロンゲール）2016 |
| -------------------------- | -------------------------- | -------------------------- | -------------------------- | -------------------------- |
|                            |                            |                            |                            |                            |
| フランス語                 | フランス語                 |                            | 71.9%                      | 71.9%                      |
| 英語                       | 英語                       |                            | 5.8%                       | 5.8%                       |
| スペイン語                 | スペイン語                 |                            | 4.5%                       | 4.5%                       |
| アラビア語                 | アラビア語                 |                            | 2.9%                       | 2.9%                       |

人口は254,483人（2021年）。2011年の国勢調査では人種は白人が84.8%、黒人4.6%、中南米系2.5%、アラブ系2.3%となっており、白人が大半を占めている。2021年の統計による住民の母語の割合はフランス語が71.9%、英語5.8%、フランス語と英語両方が1.8%、その他20.5%となっている。その他はスペイン語、アラビア語が多くなっている。
3つの行政区のうちグリーンフィールド・パーク区は英語系住民が多く、仏語と英語の割合がおよそ半々となっており英語も仏語と並び公用語として扱われる。

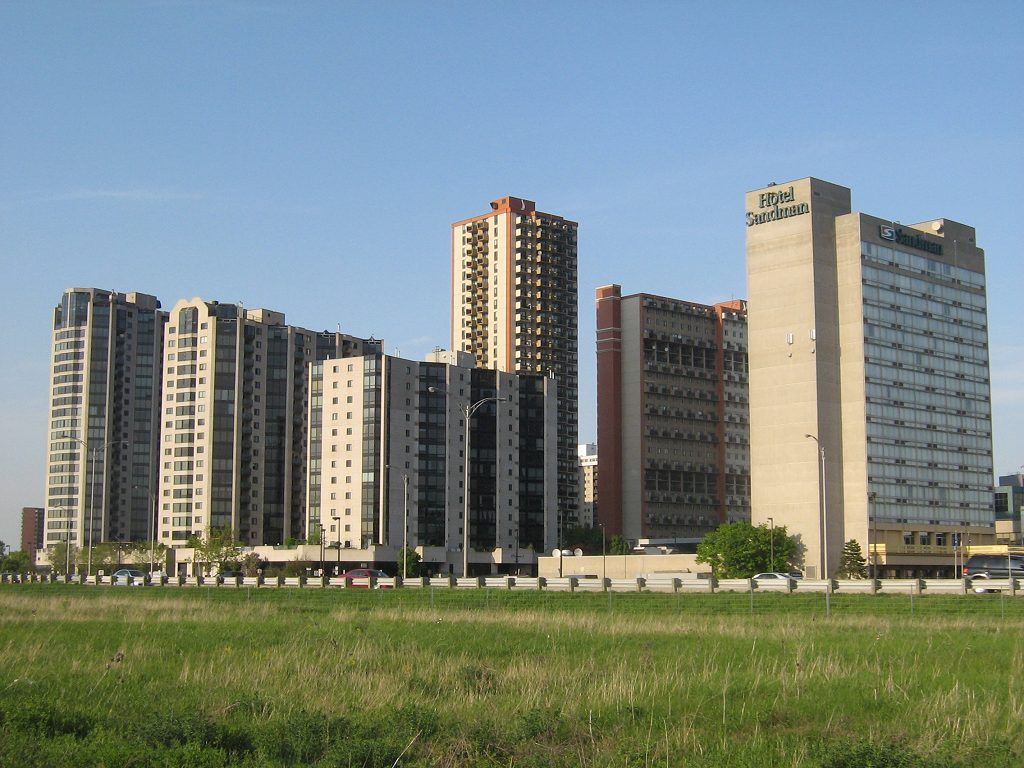
ロンゲールのビル街

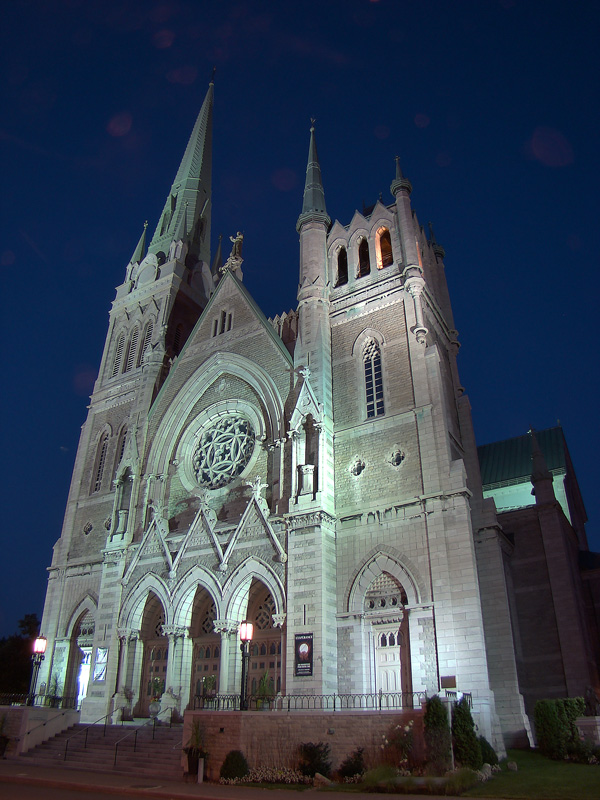
ロンゲールの大聖堂

## 交通
モントリオール島とは、ルイ・イポリット橋＝ラ・フォンテーヌ・トンネルやジャック・カルティエ橋等の5つの橋とトンネルで結ばれており、住民の多くはモントリオールまで通勤している。これに伴いセント・ローレンス川を挟んでモントリオール島と南岸を結ぶ5つの橋は常に混雑していて、交通渋滞を引き起こす原因となっている。
鉄道はモントリオール地下鉄のイエローラインが伸び、ロンゲール-シェルブルック大学駅(Longueuil–Université-de-Sherbrooke)が終点となっている他、郊外列車（RTM）の路線が走っており、ロンゲール＝サン・テュベール駅がある。かつてはインターアーバン路面電車のモントリオール南部鉄道が運行されていた。
バス路線はRTL(Réseau de transport de Longueuil)によって運行されている。
市内にはモントリオール＝サン・テュベール＝ロンゲール空港もあり、パスカン・アヴィエーションのハブ空港となっており、主にトロントとケベック州内への路線が就航している。

## 教育
- 大学
  - シャーブルック大学（ロンゲールキャンパス）
  - モントリオール大学（ロンゲールキャンパス）
- CEGEP
  - カレッジ・エドゥワール・モンプチ

## 出身者
- ミリアン・サムソン - フィギュアスケート選手
- ミシュリーヌ・ボーシュマン - 手芸作家
- エイブラハム・トロ - 野球選手
- クリスティアン・グティエレス - サッカー選手
- マクシム・クレポー - サッカー選手